# Rupt-sur-Moselle
Rupt-sur-Moselle is een gemeente in het Franse departement Vosges (regio Grand Est) en telt 3637 inwoners (1999). De plaats maakt deel uit van het arrondissement Épinal.

## Geografie
De oppervlakte van Rupt-sur-Moselle bedraagt 45,7 km², de bevolkingsdichtheid is 79,6 inwoners per km².
De onderstaande kaart toont de ligging van Rupt-sur-Moselle met de belangrijkste infrastructuur en aangrenzende gemeenten.

## Demografie
Onderstaande figuur toont het verloop van het inwonertal (bron: INSEE-tellingen).